# 10979 Fristephenson
10979 Fristephenson là một tiểu hành tinh vành đai chính được đặt theo tên của nhà thiên văn học người Anh F. Richard Stephenson ở Đại học Durham.
Tiểu hành tinh này được Cornelis Johannes van Houten và Ingrid van Houten-Groeneveld phát hiện vào ngày 29 tháng 9, năm 1973 bởi tại Đại học Leiden.